# Juan Simón
Juan Ernesto Simón (Rosario, Santa Fe, 2 de marzo de 1960) es un exfutbolista argentino. Jugó de defensor y su primer club fue Newell's Old Boys de Rosario.
Además, desde 2020 forma parte del programa ESPN F12, en la cadena ESPN.

## Trayectoria
Comenzó su carrera como futbolista en el Club Río Negro de Rosario. En el año 1975, llegó a las divisiones inferiores Club Atlético Newell's Old Boys de la misma ciudad junto a Víctor Rogelio Ramos. En el Leproso inició su carrera profesional en 1977.
En el club rosarino jugó hasta el año 1983. En ese mismo año tuvo su primera experiencia en el fútbol europeo, donde jugó para la AS Mónaco de Francia hasta 1986. En Mónaco ganó la Copa de Francia en 1985.  También tuvo un paso de dos años por el Racing Estrasburgo de Francia. 
En 1988, por expreso pedido del entrenador José Pastoriza, volvió a su país para jugar en Boca Juniors. Su primer partido en el club Xeneize fue por un Superclásico contra River Plate en el Estadio Monumental el 18 de septiembre de 1988, saliendo ganador por 2-0. Rápidamente se hizo un lugar en el conjunto titular y después fue capitán del equipo. Con Boca consiguió salir campeón en  oportunidades: (Supercopa Sudamericana de 1989, Recopa Sudamericana de 1990, Torneo Apertura 1992, Copa Master de Supercopa de 1992 y Copa de Oro Nicolás Leoz de 1993. Disputó 218 partidos y no marcó goles.
En 1994 se retiró de la práctica profesional del fútbol, dedicándose a representar otros futbolistas.

### Selección nacional
Fue internacional con la Selección de fútbol de Argentina. En selecciones juveniles fue partícipe del plantel que obtuvo la Copa Mundial de Japón 1979, donde jugó todos los partidos y marcó un gol (ante Polonia). Con la selección mayor disputó la Copa del Mundo de Italia 1990, donde perdió la final contra Alemania Federal.

### Participaciones en Copas del Mundo
| Mundial                 | Sede   | Resultado  |
| ----------------------- | ------ | ---------- |
| Mundial Juvenil de 1979 | Japón  | Campeón    |
| Mundial 1990            | Italia | Subcampeón |

## Clubes

### Como jugador
| Club               | País      | Año       |
| ------------------ | --------- | --------- |
| Newell's Old Boys  | Argentina | 1977-1983 |
| AS Monaco          | Francia   | 1983-1986 |
| Racing Estrasburgo | Francia   | 1986-1988 |
| Boca Juniors       | Argentina | 1988-1994 |

### Como mánager
| Club         | País      | Año       |
| ------------ | --------- | --------- |
| Boca Juniors | Argentina | 2014-2016 |

## Palmarés

### Campeonatos nacionales
| Título               | Club         | País      | Año    |
| -------------------- | ------------ | --------- | ------ |
| Copa de Francia      | AS Monaco    | Francia   | 1985   |
| Supercopa de Francia | AS Monaco    | Francia   | 1985   |
| Primera División     | Boca Juniors | Argentina | A-1992 |

### Copas internacionales
| Título                   | Club         | Sede final   | Año  |
| ------------------------ | ------------ | ------------ | ---- |
| Supercopa Sudamericana   | Boca Juniors | Avellaneda   | 1989 |
| Recopa Sudamericana      | Boca Juniors | Miami        | 1990 |
| Copa Master              | Boca Juniors | Buenos Aires | 1992 |
| Copa de Oro Nicolás Leoz | Boca Juniors | Buenos Aires | 1993 |

| Título         | Selección           | Sede  | Año  |
| -------------- | ------------------- | ----- | ---- |
| Mundial Sub-20 | Selección Argentina | Japón | 1979 |